# İskenderun
İskenderun (trước đây trong tiếng Hy Lạp Ἀλεξανδρέττα, Alexandretta là một huyện đô thị nằm trong thành phố Hatay của Thổ Nhĩ Kỳ. Iskenderun nằm trên bờ biển Địa Trung Hải trên vịnh Iskenderun dưới chân của dãy núi Nur (dãy núi Amanos). Huyện có diện tích 637 km² và dân số thời điểm năm 2007 là 306594 người, mật độ 481 người/km².
Iskenderun là một trung tâm thương mại sầm uất, từng là thành phố lớn nhất ở tỉnh Hatay, vượt qua tỉnh lỵ tỉnh Hatay Antakya. Iskenderun là một trong những cảng lớn nhất của Thổ Nhĩ Kỳ trên Địa Trung Hải và một căn nhà trung tâm công nghiệp quan trọng có tổ hợp sắt thép İsdemir do Nga xây dựng, một trong những nhà máy thép lớn nhất của Thổ Nhĩ Kỳ. Iskenderun có các khách sạn, nhà hàng và quán cà phê dọc theo bờ biển. Iskenderun cũng là một cơ sở đào tạo quan trọng hải quân.